# Sterling Mountain Fire Observation Tower and Observer's Cabin
Ne doit pas être confondu avec Mount Sterling Tower.
La Sterling Mountain Fire Observation Tower and Observer's Cabin est une station composée d'une tour de guet et d'une cabane du comté d'Orange, dans l'État de New York, dans le nord-est des États-Unis. Située à 405 mètres d'altitude au sein du parc d'État de Sterling Forest, elle est inscrite au Registre national des lieux historiques depuis le 28 juillet 2006.